# Raión de Alekséyevka (Bélgorod)
El raión de Alekséyevka (ruso: Алексе́евский райо́н) es un distrito administrativo (raión) ruso perteneciente a la óblast de Bélgorod. Comprende un conjunto de áreas rurales ubicadas al sur de la ciudad de Alekséyevka, que a efectos administrativos (desconcentración) no forma parte del raión pero alberga su sede administrativa. Sin embargo, desde 2018 se ha fusionado el ayuntamiento urbano de Alekséyevka con los veinte asentamientos rurales que había en el raión, por lo que todo el conjunto comparte un único autogobierno local bajo la forma jurídica de ókrug urbano.
En 2021, el ókrug urbano tenía una población de 59 360 habitantes, de los cuales 36 578 vivían en la propia ciudad de Alekséyevka y los restantes 22 782 en el territorio rural propio del raión administrativo. Las principales localidades rurales son Ílovka (de unos tres mil habitantes), Mijouderovka e Ilinka (estas dos últimas de unos mil trescientos habitantes cada una).
El raión se ubica en el este de la óblast, y es limítrofe al este con la vecina óblast de Vorónezh.